# دينيس شابوت
دينيس شابوت هو كاتب للأطفال وصحفي ومؤرخ وكاتب كندي، ولد في 9 فبراير 1945 في فال دور في كندا.